# SAR-Klasse 1E
Die Klasse 1E der South African Railways ist eine Elektrolokomotive für den Betrieb mit 3 kV Gleichspannung. Die zwischen 1925 und 1945 in Dienst gestellte Baureihe umfasste 172 Lokomotiven, die in sieben Unterserien geliefert wurden. Die von Metropolitan-Vickers (Vereinigtes Königreich) und SLM (Schweiz) entwickelte Baureihe war die erste in Südafrika eingesetzte elektrische Streckenlokomotive. 35 Exemplare dieser Baureihe wurden zu Rangierlokomotiven der Klasse 1ES umgebaut.

## Geschichte
Anfang der 1920er Jahre kam die 275 km lange Strecke Glencoe–Pietermaritzburg an die Grenze ihrer Leistungsfähigkeit. Die Gebirgsbahn ist Teil der Strecke Johannesburg–Durban, die hauptsächlich der Abfuhr von Kohle aus dem Landesinnern zum Kohleterminal im Hafen von Durban dient. Die Strecke weist starke Steigungen und enge Bögen auf. Der Scheitelpunkt liegt bei Nottingham Road auf 1464 m Höhe über Meer. Es gab damals zwei Strecken zwischen Glencoe und Pietermaritzburg, eine neuere mit 15 ‰ Steigung und eine ältere mit 30 ‰ Steigungen. Die Strecken waren für Züge mit 18 t Achslast ausgelegt.
Die Südafrikanische Union beschloss die Elektrifizierung der Strecke, um deren Leistungsfähigkeit zu steigern. Ein wichtiges Argument für das Projekt war die Einsparung von Personalkosten. Die Elektrifizierung sollte die Belegschaft von 300 Lokführern und Heizern auf 170 Lokführer und Beimänner reduzieren. Außerdem sollte die Elektrifizierung die Durchschnittsgeschwindigkeit der Züge anheben. Statt der 13 km/h des Dampfbetriebes sollten mit den Elektrolokomotiven 34 km/h erreicht werden. Die Gesamtkapazität der Strecke sollte um 60 % steigen.
Das Projekt der Elektrifizierung wurde vom englischen Ingenieurbüro Merz & McLellan ausgearbeitet. Die Strecke sollte mit 3000 V Gleichspannung elektrifiziert werden, so dass Lokomotiven mit zwei in Serie geschalteten 1500-V-Fahrmotoren gebaut werden konnten.
Englische Firmen erhielten ein Auftragsvolumen von vier Millionen Pfund Sterling. Metropolitan-Vickers erhielt den Auftrag, die vierachsigen Lokomotiven mit Tatzlagerantrieb zu bauen. Der Auftrag für den mechanischen Teil wurde von Metrovick an die SLM in der Schweiz untervergeben.
Die vorgesehenen Lokomotiven der Klasse 1E waren die ersten elektrischen Lokomotiven Südafrikas. Sie sollten in Dreifachtraktion einen Zug von 1620 t auf einer Steigung von 10 ‰ mit einer Geschwindigkeit von 35 km/h befördern. Weiter sollten sie auch in der Lage sein, denselben Zug auf der Steigung anzufahren und nach drei Minuten die geforderte Geschwindigkeit zu erreichen. Im 20 ‰-Gefälle sollten die drei Lokomotiven einen Zug von 1475 t mit der elektrischen Bremse auf konstanter Geschwindigkeit halten können. Die Höchstgeschwindigkeit der Lokomotiven sollte 72 km/h betragen. In der Horizontale sollten die Lokomotiven mit demselben Zug 58 km/h erreichen.
Für die Elektrifizierung des Abschnitts Glencoe–Pietermaritzburg wurde die neuere Strecke mit den 15 ‰ Steigung ausgewählt. Die Bauarbeiten waren 1923 bereits im Gang.
Der elektrische Betrieb wurde 1925 zwischen Glencoe und Pietermaritzburg aufgenommen und 1936 bis nach Durban ausgedehnt. Bei dieser Gelegenheit wurde die Strecke zwischen Cato Ridge und Durban auf Doppelspur ausgebaut. Das schwierige Gelände verlangte neben dem Bau von längeren Einschnitten und Dämmen auch den Bau von zehn Tunnels.
Die Bahnstromversorgung wurde durch das Kraftwerk Colenso sichergestellt, das sich ungefähr auf halbem Weg zwischen Glencoe und Pietermaritzburg befand. Der im Kraftwerk erzeugte 50-Hz-Strom wurde mit einer Spannung von 88 kV zu den Unterwerken geleitet, wo er auf 6,6 kV transformiert und von einem Umformer in 3 kV Gleichstrom gewandelt wurde. Jeder Umformer-Satz hatte eine Dauerleistung von 2 MW und konnte während fünf Minuten 6 MW abgeben. Auf dem Wellenstrang saßen zwei in Serie geschaltete 1500-V-Gleichstromgeneratoren, die von einem mittig angeordneten Synchronmotor angetrieben wurden. Für den Betrieb der Strecke Glencoe–Pietermaritzburg waren 21 Umformersätze notwendig, die in 12 Unterwerken angeordnet waren. Die Umformersätze waren für den automatischen Betrieb ausgelegt, was die von British Thomson-Houston gelieferte Anlage bei Betriebsaufnahme zur größten Bahnstromversorgung mit automatisch betriebenen Unterwerken machte.

### Hersteller

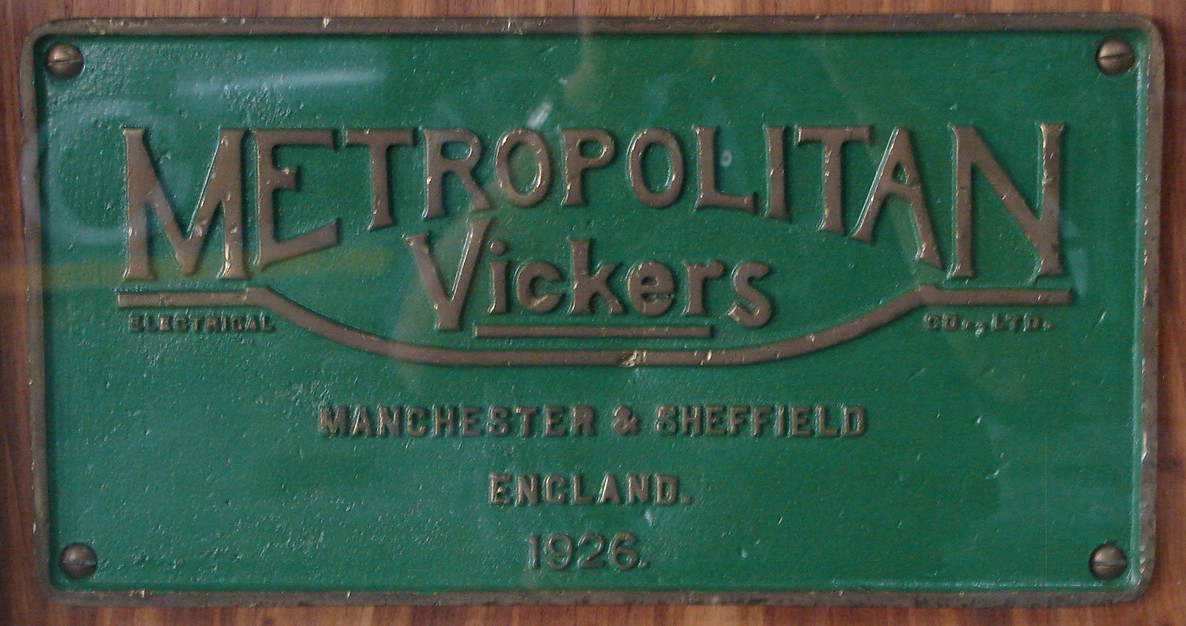
Fabrikschild von Metropolitan-Vickers an einer Lokomotive aus der 2. Serie der 1E Klasse (1926)

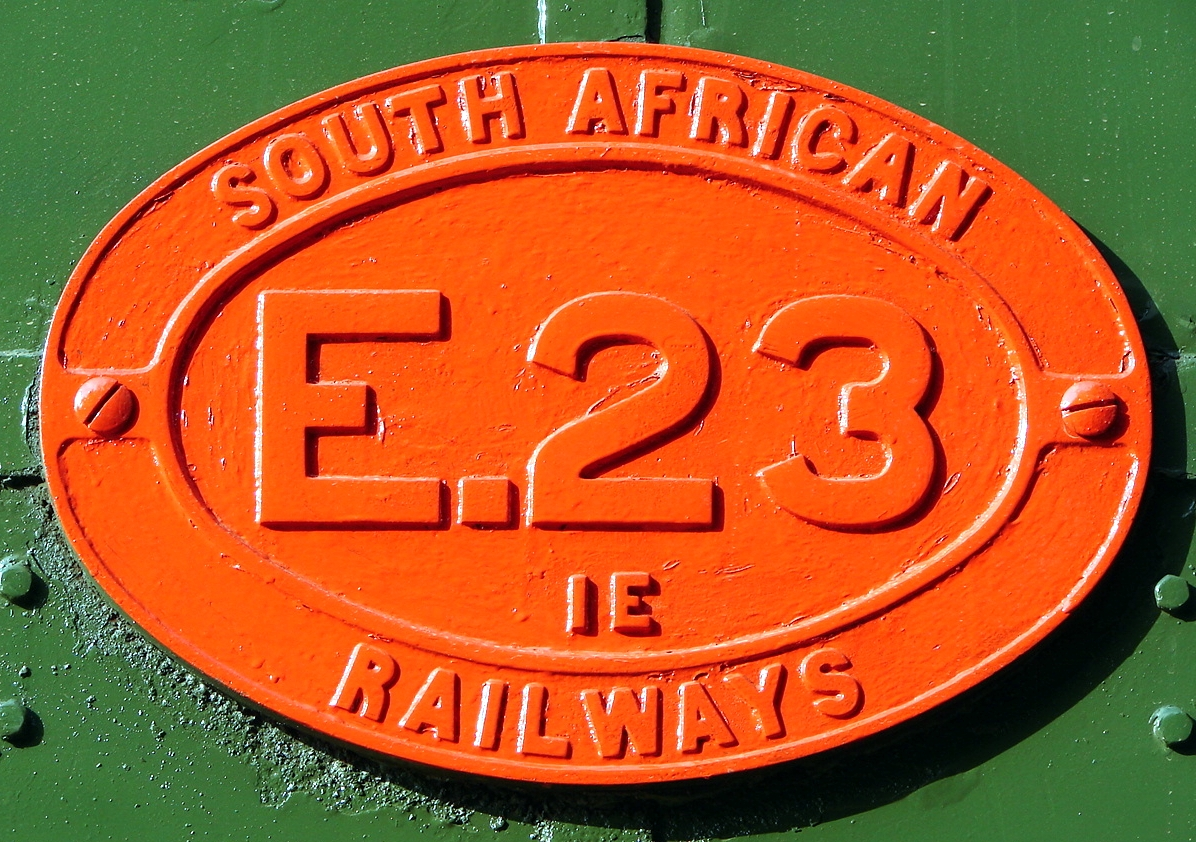
Nummernschild der E23 in Englisch

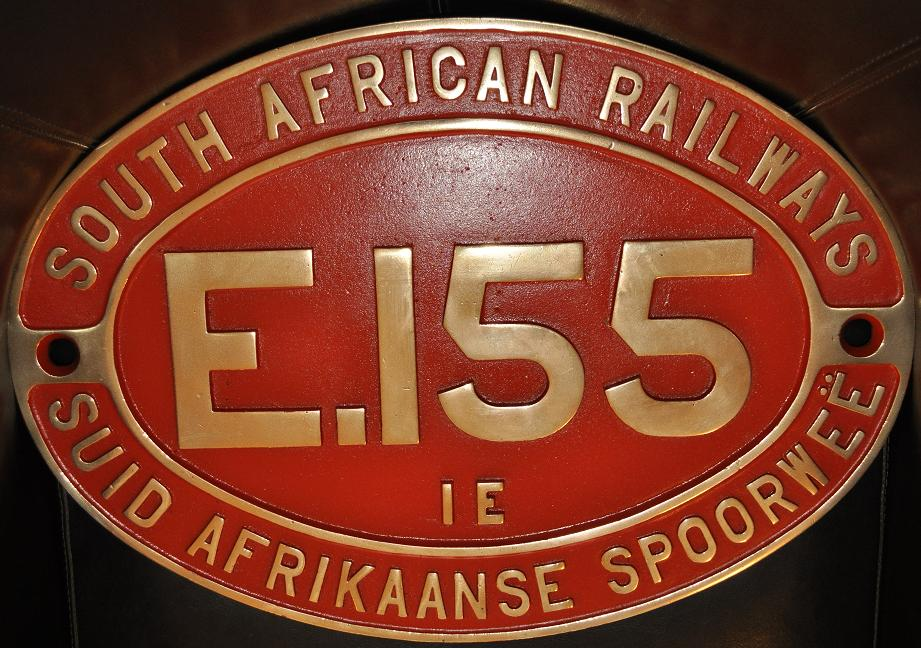
Nummernschild der E155 in Englisch und Afrikaans

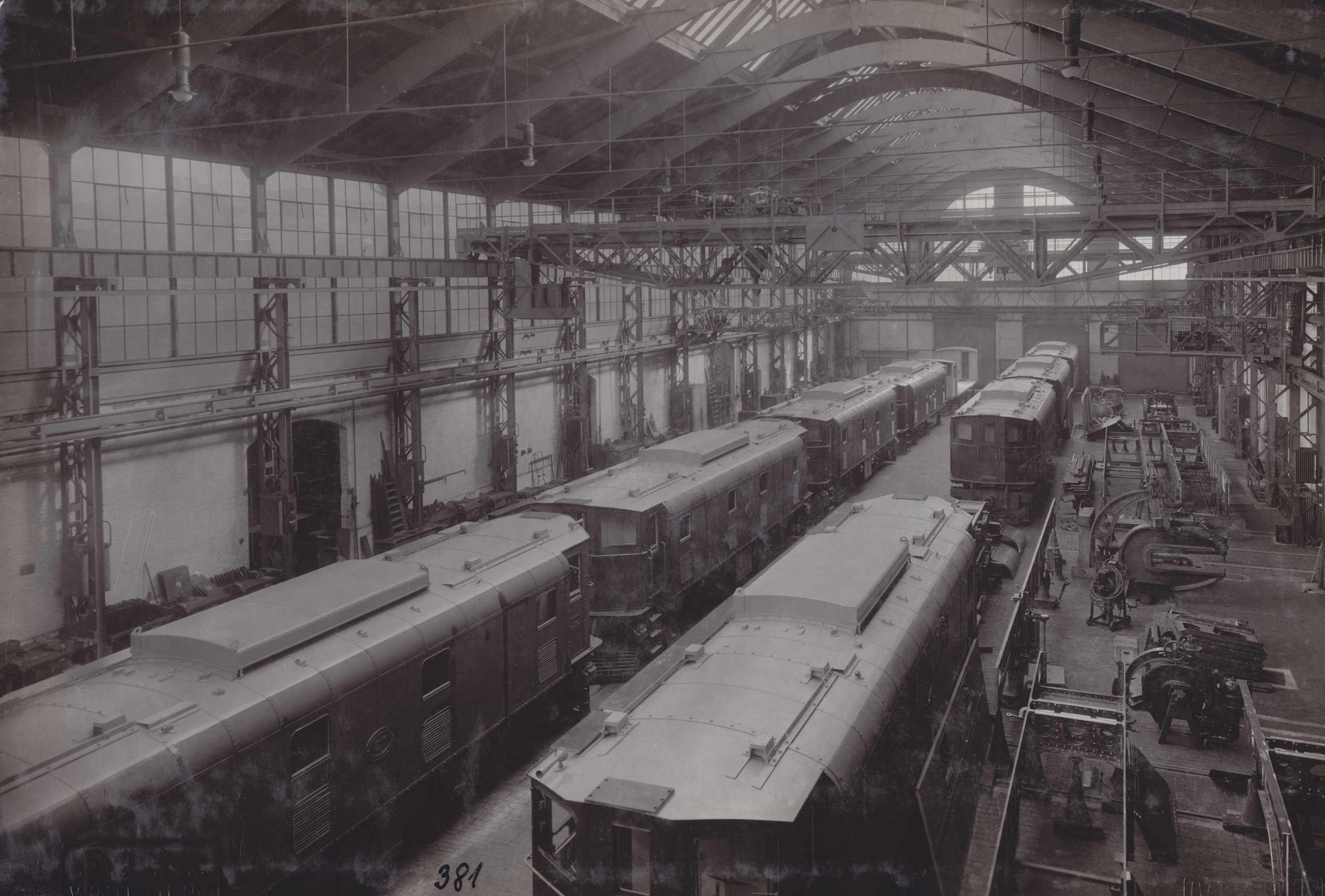
Lokomotiven der SAR-Klasse 1E in der Montagehalle der SLM in Winterthur

Die Bestellung der ersten 78 Lokomotiven der Klasse 1E war damals der weltweit größte jemals vergebene Auftrag für Elektrolokomotiven einer einzelnen Baureihe. Der elektrische Teil wurde von Metropolitan-Vickers, der mechanische Teil von SLM entworfen. Die Lokomotive wurde zwischen 1925 und 1945 in sieben Serien von vier Herstellern gebaut und an die South African Railways geliefert. Die ganze Baureihe umfasste 178 Lokomotiven. Während der mechanische Teil von unterschiedlichen Herstellern stammte, wurde die elektrische Ausrüstung immer von Metropolitan-Vickers geliefert.
Die ersten Lokomotiven hatten nur englische Nummernschilder. Afrikaans wurde 1938 die zweite Amtssprache in Südafrika, so dass ab der 5. Serie die Lokomotiven zweisprachige Nummernschilder erhielten. 
Die 1. Serie umfasste 60 Lokomotiven E1 bis E60, deren mechanische Teile von 1923 bis 1924 bei SLM in Winterthur gebaut wurden, und die 18 Lokomotiven E61 bis E78, deren mechanische Teile 1925 von Metrovick selbst gebaut wurden.
Die 2. Serie umfasste 17 Lokomotiven mit den Nummern E79 bis E95, die zwischen 1925 und 1926 von Metrovick gebaut wurden.
Die 3. Serie umfasste 5 Lokomotiven mit den Nummern E98 bis E102, die 1936 von Metrovick gebaut wurden. Die ausgelassenen Nummern E96 und E97 gingen an die ersten beiden Lokomotiven der Klasse ES.
Die 4. Serie umfasste 20 Lokomotiven mit den Nummern E103 bis E122, die von Metrovick ebenfalls 1936 gebaut wurden.
Die 5. Serie umfasste 25 Lokomotiven mit den Nummern E139 bis E160, die von SLM 1938 gebaut wurden. Die ausgelassenen Nummern E123 bis E138 gingen an Lokomotiven der Klassen ES1, ES, 2E, DS und DS1.
Die 6. Serie umfasste 20 Lokomotiven mit den Nummern E161 und E180, die 1938 von der niederländischen Werkspoor gebaut wurden.
Die 7. Serie umfasste 10 Lokomotiven mit den Nummern E181 bis E190, die von RSH 1944 gebaut wurden.

## Technik

### Mechanischer Aufbau
Die Lokomotiven der Klasse 1E hatten einen Lokkasten ohne Vorbauten, der auf zwei Drehgestellen mit zwei Achsen ruhte. Die Kupplung war an den Drehgestellen angebracht, die untereinander mit Zugstangen verbunden waren, so dass keine Zugkräfte über den Lokkasten übertragen wurden. Diese Bauweise wurde auch bei den nachfolgenden Klassen 2E, 3E und 4E angewandt.
Unter dem Lokomotivkasten waren die Kästen mit den Batterien für die Steuerstromversorgung angeordnet.
Die Lokomotiven verfügten an jedem Ende über einen Führerstand, und beide Seitenwände waren mit vier Fenstern versehen. In der linken Seitenwand war unter jedem Fenster ein Lüftungsgitter angeordnet, in der rechten nur unter den mittleren beiden Fenstern. (Die Bezeichnungen links und rechts sind vom Lokführer aus gesehen, wenn dieser im Führerstand 1 auf die Strecke blickt.)
Über dem Maschinenraum ließ sich das Dach in Teilen entfernen, so dass schwere Apparate der elektrischen Ausrüstung zu Reparatur- und Wartungszwecken von oben aus dem Lokkasten ausgebaut werden konnten.

### Hauptstromkreis
Die Fahrleitungsspannung aus der Oberleitung wurde über zwei Scherenstromabnehmer der Lokomotive zugeführt. Es waren jeweils zwei Fahrmotoren dauernd in Serie geschaltet. Die Spannung an den Fahrmotoren wurde durch Vorwiderstände reguliert, die über ein Nockenschaltwerk stufenweise kurzgeschlossen werden konnten. Bei der Anfahrt waren alle Fahrmotoren in Serie geschaltet, bei höherer Fahrgeschwindigkeit waren beide Motorgruppen parallel geschaltet. Die Umgruppierung erfolgte über elektropneumatische Schützen, die auch für das Wenden der Fahrrichtung und die Feldschwächung genutzt wurden. Die Lokomotive konnte somit vier verschiedene Fahrstufen wirtschaftlich fahren, ohne Energie in den Vorwiderständen in Wärme umzuwandeln.

### Maschinenraum
Die beiden Führerstände waren durch einen Korridor entlang einer Seitenwand des Maschinenraums miteinander verbunden. In der Mitte des Maschinenraums befand sich die Hochspannungskammer mit dem Schnellschalter, den Vorwiderständen, den elektro-pneumatischen Schützen und den Nockenschaltern.
Hinter jedem Führerstand war ein Abteil für die übrige Ausrüstung angeordnet. Diese umfasste die Hilfsbetriebe, die aus zwei Umformer-Sätzen mit angeflanschtem Fahrmotorlüfter, einem Kompressor und einer Vakuumpumpe bestanden. Von den Umformer-Sätzen hatte einer eine Leistung von 16 kW, der andere eine von 28 kW. Das Feld des größeren Umformersatzes konnte über Schützen geregelt werden. Weiter waren in den Apparateräumen auch die Luftbehälter der Bremse und die Niederspannungsgeräte für die Steuerung der Lokomotive untergebracht.

### Nutzbremse
Die Lokomotiven der späteren Serien erhielten neben der Widerstandsbremse auch eine leistungsfähigere Nutzbremse, welche höhere Geschwindigkeiten im Gefälle erlaubte. Sie machte somit die Zugführung weniger von der Luftbremse abhängig und hatte den zusätzlichen Nutzen, elektrische Energie einzusparen. Es war eine der ersten großen Anwendungen der Nutzbremse im Normalbetrieb bei Lokomotiven mit Vielfachsteuerung. Die ersten Serien, die nur mit Widerstandsbremse geliefert wurden, erhielten die Nutzbremse nachträglich eingebaut.

## Einsatz
Die Lokomotiven wurden hauptsächlich in Natal eingesetzt, kamen aber auch in den Industrieregionen am Witwatersrand in Transvaal (heute schwerpunktmäßig Gauteng) oder in der Region Westkap zum Einsatz. Einige Lokomotiven erreichten bis zu ihrer Außerdienststellung Laufleistungen von mehr als acht Millionen Kilometer.

### Umbauten
Die Lokomotiven der Klasse 1E wurden sowohl vor Güter- wie auch vor Reisezügen eingesetzt. Ihre Höchstgeschwindigkeit von 72 km/h wurde für den Reisezugdienst als zu niedrig angesehen, so dass 1936 zwei, nach anderen Quellen drei Lokomotiven für den Einsatz vor Reisezügen mit einer geänderten Übersetzung versehen wurden. Die umgebauten Lokomotiven erreichten dadurch 90 km/h.

#### Klasse 1ES
Ungefähr 1934 wurden auf den Drehgestellen und anderen noch nutzbaren Teile von zwei verunfallten 1E elektrische Rangierlokomotiven mit Mittelführerstand aufgebaut. Der Entwurf stammte vom damaligen Chief Mechanical Engineers A.G. Watson, der Umbau erfolgte in Pietermaritzburg. Die Lokomotiven in Daimana, heute Danskraal, eingesetzten Lokomotiven wurden als 1ES bezeichnet und trugen die Nummern E96 und E97, wobei das S für Shunting (deutsch: „Rangieren“) stand. Die Lokomotiven wurden später in E500 und E501 umnummeriert.
Die Lokomotiven waren erfolgreich, so dass weitere Lokomotiven der Klasse 1ES entstanden. Im Ganzen wurden 35 Lokomotiven der Klasse 1E aus dem Streckendienst abgezogen und zu Rangierlokomotiven umgebaut. Sie erhielten beim Umbau geänderte, an den Rangierdienst angepasste Anfahrwiderstände und größere Führerstände, die Getriebe wurden aber von den Streckenlokomotiven übernommen. Abgesehen von der größeren Kabine waren die Lokomotiven äußerlich an den Frontscheiben zu erkennen, die eine schräge Oberkante hatten. Die Frontscheiben der Klasse 1E waren rechteckig und hatten somit eine parallel zur Unterkante verlaufende Oberkante.
1964 wurden zwei der oben genannten Class-1ES-Lokomotiven zu Lokomotiven der Klasse ES umgebaut.

### Ausmusterung
Alle Lokomotiven der Klassen 1E und 1ES wurden bis 1990 ausgemustert.

## Werksnummern
Die einzelnen Lokomotiven der Klasse 1E sind in der folgenden Tabelle mit Hersteller, Werknummer und Baujahr aufgeführt. Die Umbauten zu Lokomotiven der Klassen ES und 1ES sind in einer eigenen Spalte aufgeführt.
| Klasse | Serie | Loknr. | Erbauer   | Werksnummer | Jahr    | Umbau            |
| ------ | ----- | ------ | --------- | ----------- | ------- | ---------------- |
| 1E     | 1     | E1     | SLM       | 2875        | 1923    |                  |
| 1E     | 1     | E2     | SLM       | 2876        | 1923    |                  |
| 1E     | 1     | E3     | SLM       | 2877        | 1923    |                  |
| 1E     | 1     | E4     | SLM       | 2878        | 1923    |                  |
| 1E     | 1     | E5     | SLM       | 2879        | 1923    |                  |
| 1E     | 1     | E6     | SLM       | 2880        | 1923    |                  |
| 1E     | 1     | E7     | SLM       | 2881        | 1923    |                  |
| 1E     | 1     | E8     | SLM       | 2882        | 1923    |                  |
| 1E     | 1     | E9     | SLM       | 2883        | 1923    |                  |
| 1E     | 1     | E10    | SLM       | 2884        | 1923    |                  |
| 1E     | 1     | E11    | SLM       | 2885        | 1923    |                  |
| 1E     | 1     | E12    | SLM       | 2886        | 1923    |                  |
| 1E     | 1     | E13    | SLM       | 2887        | 1923    |                  |
| 1E     | 1     | E14    | SLM       | 2888        | 1923    |                  |
| 1E     | 1     | E15    | SLM       | 2889        | 1923    |                  |
| 1E     | 1     | E16    | SLM       | 2890        | 1923    |                  |
| 1E     | 1     | E17    | SLM       | 2891        | 1923    |                  |
| 1E     | 1     | E18    | SLM       | 2892        | 1923    |                  |
| 1E     | 1     | E19    | SLM       | 2893        | 1923    |                  |
| 1E     | 1     | E20    | SLM       | 2894        | 1923    |                  |
| 1E     | 1     | E21    | SLM       | 2895        | 1923    |                  |
| 1E     | 1     | E22    | SLM       | 2896        | 1923    |                  |
| 1E     | 1     | E23    | SLM       | 2897        | 1923    |                  |
| 1E     | 1     | E24    | SLM       | 2898        | 1923    |                  |
| 1E     | 1     | E25    | SLM       | 2899        | 1923    |                  |
| 1E     | 1     | E26    | SLM       | 2900        | 1923    |                  |
| 1E     | 1     | E27    | SLM       | 2901        | 1923    |                  |
| 1E     | 1     | E28    | SLM       | 2902        | 1923    |                  |
| 1E     | 1     | E29    | SLM       | 2903        | 1923    |                  |
| 1E     | 1     | E30    | SLM       | 2904        | 1923    |                  |
| 1E     | 1     | E31    | SLM       | 2905        | 1923    |                  |
| 1E     | 1     | E32    | SLM       | 2906        | 1923    |                  |
| 1E     | 1     | E33    | SLM       | 2907        | 1923    |                  |
| 1E     | 1     | E34    | SLM       | 2908        | 1923    |                  |
| 1E     | 1     | E35    | SLM       | 2909        | 1923    |                  |
| 1E     | 1     | E36    | SLM       | 2910        | 1923    |                  |
| 1E     | 1     | E37    | SLM       | 2911        | 1923    |                  |
| 1E     | 1     | E38    | SLM       | 2912        | 1923    |                  |
| 1E     | 1     | E39    | SLM       | 2913        | 1923    |                  |
| 1E     | 1     | E40    | SLM       | 2914        | 1923    |                  |
| 1E     | 1     | E41    | SLM       | 2915        | 1923    |                  |
| 1E     | 1     | E42    | SLM       | 2916        | 1923    |                  |
| 1E     | 1     | E43    | SLM       | 2917        | 1923    |                  |
| 1E     | 1     | E44    | SLM       | 2918        | 1923    |                  |
| 1E     | 1     | E45    | SLM       | 2919        | 1923    |                  |
| 1E     | 1     | E46    | SLM       | 2920        | 1923    |                  |
| 1E     | 1     | E47    | SLM       | 2921        | 1923    |                  |
| 1E     | 1     | E48    | SLM       | 2922        | 1923    |                  |
| 1E     | 1     | E49    | SLM       | 2923        | 1923    |                  |
| 1E     | 1     | E50    | SLM       | 2924        | 1923    |                  |
| 1E     | 1     | E51    | SLM       | 2925        | 1923    |                  |
| 1E     | 1     | E52    | SLM       | 2926        | 1923    |                  |
| 1E     | 1     | E53    | SLM       | 2927        | 1923    |                  |
| 1E     | 1     | E54    | SLM       | 2928        | 1923    |                  |
| 1E     | 1     | E55    | SLM       | 2929        | 1923    |                  |
| 1E     | 1     | E56    | SLM       | 2930        | 1923    |                  |
| 1E     | 1     | E57    | SLM       | 2931        | 1923    |                  |
| 1E     | 1     | E58    | SLM       | 2932        | 1923    |                  |
| 1E     | 1     | E59    | SLM       | 2933        | 1923    |                  |
| 1E     | 1     | E60    | SLM       | 2934        | 1923    |                  |
| 1E     | 1     | E61    | Metrovick |             | 1925    |                  |
| 1E     | 1     | E62    | Metrovick |             | 1925    |                  |
| 1E     | 1     | E63    | Metrovick |             | 1925    |                  |
| 1E     | 1     | E64    | Metrovick |             | 1925    |                  |
| 1E     | 1     | E65    | Metrovick |             | 1925    |                  |
| 1E     | 1     | E66    | Metrovick |             | 1925    |                  |
| 1E     | 1     | E67    | Metrovick |             | 1925    |                  |
| 1E     | 1     | E68    | Metrovick |             | 1925    |                  |
| 1E     | 1     | E69    | Metrovick |             | 1925    |                  |
| 1E     | 1     | E70    | Metrovick |             | 1925    |                  |
| 1E     | 1     | E71    | Metrovick |             | 1925    |                  |
| 1E     | 1     | E72    | Metrovick |             | 1925    |                  |
| 1E     | 1     | E73    | Metrovick |             | 1925    |                  |
| 1E     | 1     | E74    | Metrovick |             | 1925    |                  |
| 1E     | 1     | E75    | Metrovick |             | 1925    |                  |
| 1E     | 1     | E76    | Metrovick |             | 1925    |                  |
| 1E     | 1     | E77    | Metrovick |             | 1925    |                  |
| 1E     | 1     | E78    | Metrovick |             | 1925    |                  |
| 1E     | 2     | E79    | Metrovick |             | 1925–26 |                  |
| 1E     | 2     | E80    | Metrovick |             | 1925–26 |                  |
| 1E     | 2     | E81    | Metrovick |             | 1925–26 |                  |
| 1E     | 2     | E82    | Metrovick |             | 1925–26 |                  |
| 1E     | 2     | E83    | Metrovick |             | 1925–26 |                  |
| 1E     | 2     | E84    | Metrovick |             | 1925–26 |                  |
| 1E     | 2     | E85    | Metrovick |             | 1925–26 |                  |
| 1E     | 2     | E86    | Metrovick |             | 1925–26 |                  |
| 1E     | 2     | E87    | Metrovick |             | 1925–26 |                  |
| 1E     | 2     | E88    | Metrovick |             | 1925–26 |                  |
| 1E     | 2     | E89    | Metrovick |             | 1925–26 |                  |
| 1E     | 2     | E90    | Metrovick |             | 1925–26 |                  |
| 1E     | 2     | E91    | Metrovick |             | 1925–26 |                  |
| 1E     | 2     | E92    | Metrovick |             | 1925–26 |                  |
| 1E     | 2     | E93    | Metrovick |             | 1925–26 |                  |
| 1E     | 2     | E94    | Metrovick |             | 1925–26 |                  |
| 1E     | 2     | E95    | Metrovick |             | 1925–26 |                  |
| 1E     | 3     | E98    | Metrovick |             | 1936    |                  |
| 1E     | 3     | E99    | Metrovick |             | 1936    |                  |
| 1E     | 3     | E100   | Metrovick |             | 1936    |                  |
| 1ES    | 3     | E101   | Metrovick |             | 1936    | Umbau zu 1ES     |
| 1E     | 3     | E102   | Metrovick |             | 1936    |                  |
| 1E     | 4     | E103   | Metrovick |             | 1936    |                  |
| 1ES    | 4     | E104   | Metrovick |             | 1936    | Umbau zu 1ES     |
| 1ES    | 4     | E105   | Metrovick |             | 1936    | Umbau zu 1ES     |
| 1ES    | 4     | E106   | Metrovick |             | 1936    | Umbau zu 1ES     |
| 1ES    | 4     | E107   | Metrovick |             | 1936    | Umbau zu 1ES     |
| 1ES    | 4     | E108   | Metrovick |             | 1936    | Umbau zu 1ES     |
| 1ES    | 4     | E109   | Metrovick |             | 1936    | Umbau zu 1ES     |
| 1ES    | 4     | E110   | Metrovick |             | 1936    | Umbau zu 1ES     |
| 1ES    | 4     | E111   | Metrovick |             | 1936    | Umbau zu 1ES     |
| 1ES    | 4     | E112   | Metrovick |             | 1936    | Umbau zu 1ES     |
| 1ES    | 4     | E113   | Metrovick |             | 1936    | Umbau zu 1ES     |
| 1ES    | 4     | E114   | Metrovick |             | 1936    | Umbau zu ES E525 |
| 1ES    | 4     | E115   | Metrovick |             | 1936    | Umbau zu 1ES     |
| 1ES    | 4     | E116   | Metrovick |             | 1936    | Umbau zu 1ES     |
| 1ES    | 4     | E117   | Metrovick |             | 1936    | Umbau zu 1ES     |
| 1ES    | 4     | E118   | Metrovick |             | 1936    | Umbau zu 1ES     |
| 1ES    | 4     | E119   | Metrovick |             | 1936    | Umbau zu 1ES     |
| 1ES    | 4     | E120   | Metrovick |             | 1936    | Umbau zu 1ES     |
| 1ES    | 4     | E121   | Metrovick |             | 1936    | Umbau zu 1ES     |
| 1ES    | 4     | E122   | Metrovick |             | 1936    | Umbau zu 1ES     |
| 1ES    | 5     | E139   | SLM       | 3655        | 1938    | Umbau zu 1ES     |
| 1ES    | 5     | E140   | SLM       | 3656        | 1938    | Umbau zu 1ES     |
| 1ES    | 5     | E141   | SLM       | 3657        | 1938    | Umbau zu 1ES     |
| 1ES    | 5     | E142   | SLM       | 3658        | 1938    | Umbau zu 1ES     |
| 1ES    | 5     | E143   | SLM       | 3659        | 1938    | Umbau zu 1ES     |
| 1ES    | 5     | E144   | SLM       | 3660        | 1938    | Umbau zu 1ES     |
| 1ES    | 5     | E145   | SLM       | 3661        | 1938    | Umbau zu 1ES     |
| 1ES    | 5     | E146   | SLM       | 3662        | 1938    | Umbau zu ES E526 |
| 1ES    | 5     | E147   | SLM       | 3663        | 1938    | Umbau zu 1ES     |
| 1ES    | 5     | E148   | SLM       | 3664        | 1938    | Umbau zu 1ES     |
| 1ES    | 5     | E149   | SLM       | 3665        | 1938    | Umbau zu 1ES     |
| 1ES    | 5     | E150   | SLM       | 3666        | 1938    | Umbau zu 1ES     |
| 1ES    | 5     | E151   | SLM       | 3667        | 1938    | Umbau zu 1ES     |
| 1E     | 5     | E152   | SLM       | 3668        | 1938    |                  |
| 1ES    | 5     | E153   | SLM       | 3669        | 1938    | Umbau zu 1ES     |
| 1E     | 5     | E154   | SLM       | 3670        | 1938    |                  |
| 1E     | 5     | E155   | SLM       | 3671        | 1938    |                  |
| 1E     | 5     | E156   | SLM       | 3672        | 1938    |                  |
| 1ES    | 5     | E157   | SLM       | 3673        | 1938    | Umbau zu 1ES     |
| 1E     | 5     | E158   | SLM       | 3674        | 1938    |                  |
| 1E     | 5     | E159   | SLM       | 3675        | 1938    |                  |
| 1E     | 5     | E160   | SLM       | 3676        | 1938    |                  |
| 1E     | 6     | E161   | Werkspoor | 747         | 1938    |                  |
| 1E     | 6     | E162   | Werkspoor | 748         | 1938    |                  |
| 1E     | 6     | E163   | Werkspoor | 749         | 1938    |                  |
| 1E     | 6     | E164   | Werkspoor | 750         | 1938    |                  |
| 1E     | 6     | E165   | Werkspoor | 751         | 1938    |                  |
| 1E     | 6     | E166   | Werkspoor | 752         | 1938    |                  |
| 1E     | 6     | E167   | Werkspoor | 753         | 1938    |                  |
| 1E     | 6     | E168   | Werkspoor | 754         | 1938    |                  |
| 1E     | 6     | E169   | Werkspoor | 755         | 1938    |                  |
| 1E     | 6     | E170   | Werkspoor | 756         | 1938    |                  |
| 1E     | 6     | E171   | Werkspoor | 757         | 1938    |                  |
| 1E     | 6     | E172   | Werkspoor | 758         | 1938    |                  |
| 1E     | 6     | E173   | Werkspoor | 759         | 1938    |                  |
| 1E     | 6     | E174   | Werkspoor | 760         | 1938    |                  |
| 1E     | 6     | E175   | Werkspoor | 761         | 1938    |                  |
| 1E     | 6     | E176   | Werkspoor | 762         | 1938    |                  |
| 1E     | 6     | E177   | Werkspoor | 763         | 1938    |                  |
| 1E     | 6     | E178   | Werkspoor | 764         | 1938    |                  |
| 1E     | 6     | E179   | Werkspoor | 765         | 1938    |                  |
| 1E     | 6     | E180   | Werkspoor | 766         | 1938    |                  |
| 1E     | 7     | E181   | RSH       | 7181        | 1944    |                  |
| 1E     | 7     | E182   | RSH       | 7182        | 1944    |                  |
| 1E     | 7     | E183   | RSH       | 7183        | 1944    |                  |
| 1E     | 7     | E184   | RSH       | 7184        | 1944    |                  |
| 1E     | 7     | E185   | RSH       | 7185        | 1944    |                  |
| 1E     | 7     | E186   | RSH       | 7186        | 1944    |                  |
| 1E     | 7     | E187   | RSH       | 7187        | 1944    |                  |
| 1E     | 7     | E188   | RSH       | 7188        | 1944    |                  |
| 1E     | 7     | E189   | RSH       | 7189        | 1944    |                  |
| 1E     | 7     | E190   | RSH       | 7190        | 1944    |                  |

## Bilder

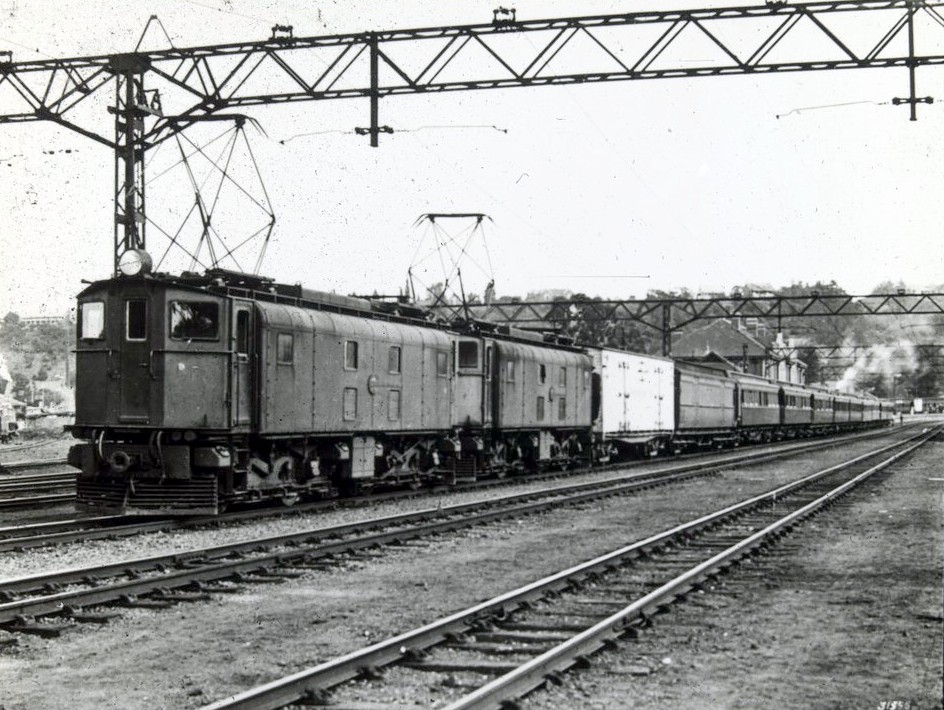
Reisezug in Nigel mit einer Doppeltraktion Lokomotiven der 1E Klasse, ungefähr 1930
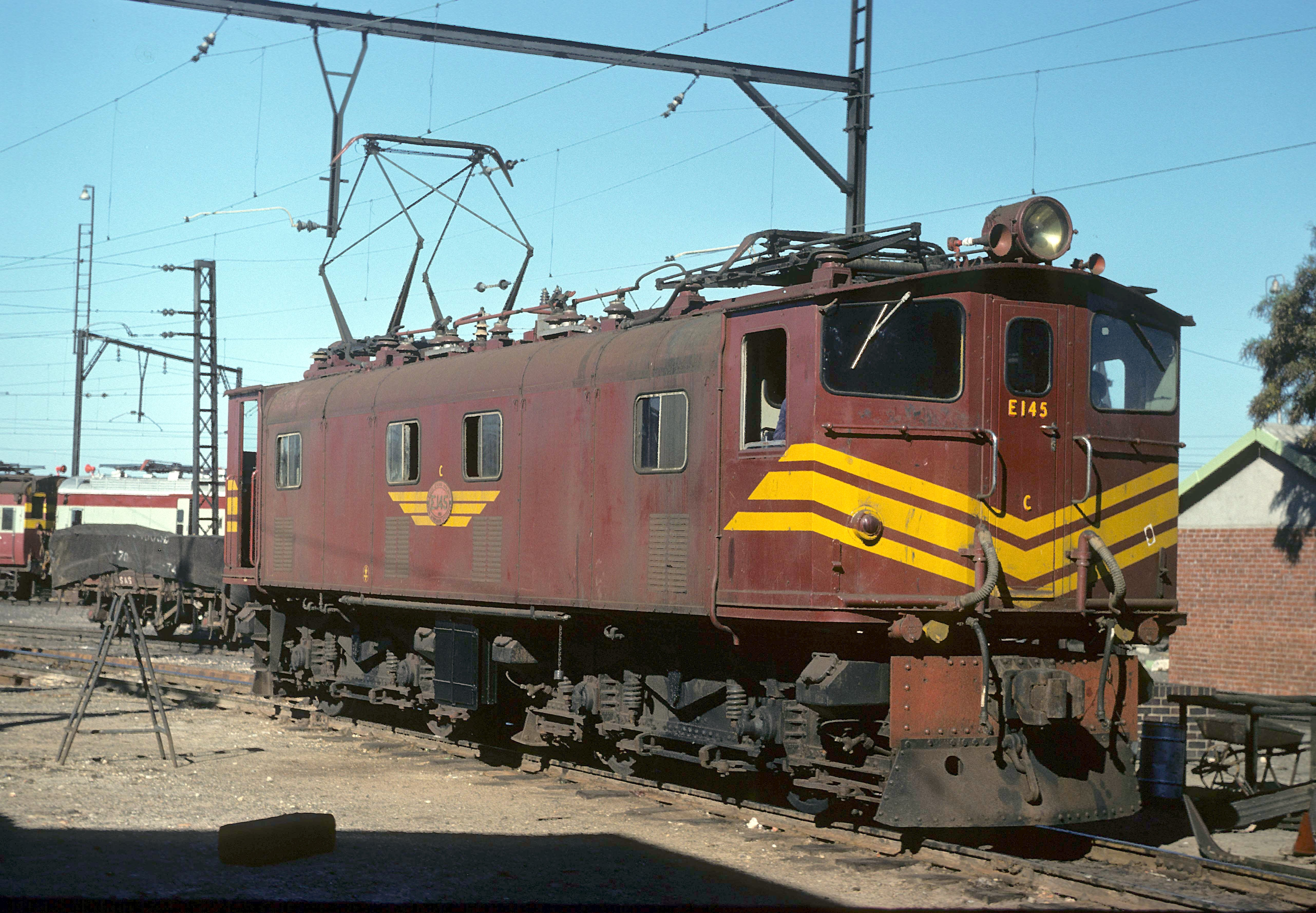
Rangierlokomotive der Klasse 1ES entstanden aus der 1E E145
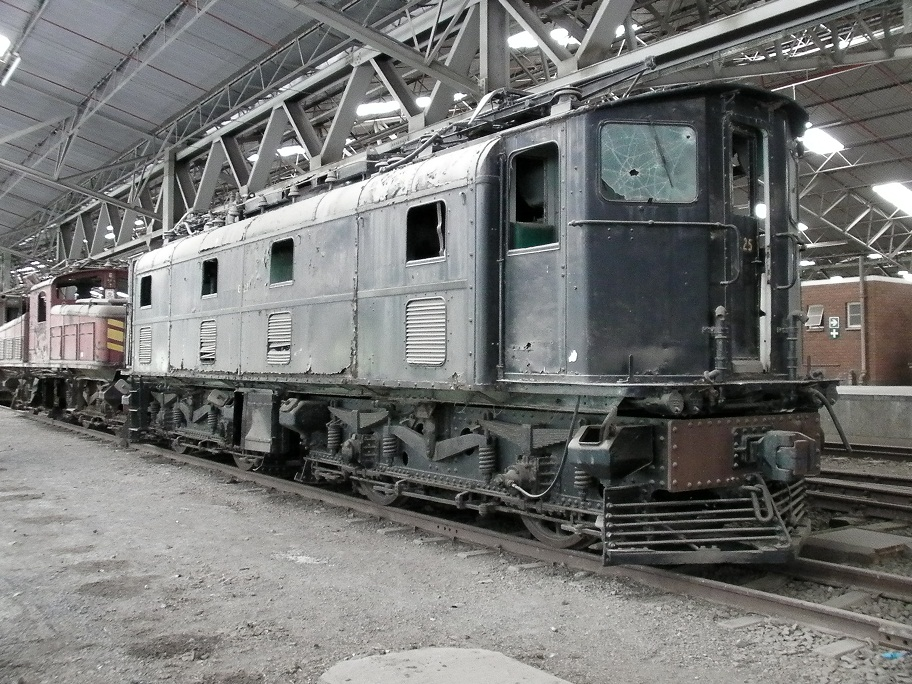
E25 in Schwarz im Depot in Danskraal, 5. Dezember 2012